# 满月镇
满月镇，是中华人民共和国重庆市开州区下辖的一个乡镇级行政单位。2019年6月，撤乡设镇。区划代参码改为500154126。

## 行政区划
满月镇下辖以下地区：
皓月社区、满月村、甘泉村、天子村、双坪村、马营村和顶星村。